# Gunnar Dyhre
Alf Gunnar Dyhre, född den 22 september 1937 i Göteborg, död där den 2 september 2019, var en svensk jurist.
Dyhre avlade studentexamen 1956 och juris kandidatexamen vid Lunds universitet 1961. Han genomförde tingstjänstgöring vid Hisings, Sävedals och Kungälvs domsaga 1962–1964. Dyhre blev fiskal i Hovrätten för Västra Sverige 1965, assessor där 1970, kammarrättsråd 1972, hovrättsråd 1976, kammarrättsråd och vice ordförande på avdelning 1983 samt kammarrättslagman 1987. Han blev auditör 1973. Dyhre invaldes som ledamot av Örlogsmannasällskapet 1998. Han var ordförande i Jurist- och samhällsvetarförbundets domstolssektion 1980–1990 och i De Blindas Vänner 1981 och 2006–2009. Dyhre publicerade Fiskevårdsområden (1982) och artiklar inom jakt- och fiskerätt.